# Ölvingstorp
Ölvingstorp är en by 1,5 mil söder om Kalmar. Den ligger mellan Ljungbyholm och Påryd i Kalmar kommun. Byn ligger i Ljungby socken.

## Historik
Här fanns i slutet av 1950-talet två affärer, postkontor och skola. Orten knöts tidigare till det svenska järnvägsnätet genom Ljungbyholm–Karlslunda Järnväg.

## Väderrekord
18 februari 1961 hade Ölvingstorp tillsammans med Västervik den högst uppmätta temperaturen i februari månad; 16,5 grader. 